# ماثي (بيمنتة)
ماتي هي بلدية في مدينة تورينو الحضرية، في منطقة بيمنتة الإيطالية، وتقع على بعد حوالي 25 كيلومتر (16 ميل) من مدينة تورينو. شمال غرب تورينو.